# Miguel de Bulgaria
Miguel (en búlgaro: Михаил) o Mihail fue el hijo mayor del emperador Simeón I el Grande. La fecha de su nacimiento es desconocida, tal vez en 900. Miguel nació de la primera esposa de Simeón.
El padre de Miguel Simeón prefirió para designar como heredero al trono a su hijo menor Pedro I, posiblemente porque Pedro nació de su segunda (y última) consorte, y Miguel tuvo que tomar los votos monásticos y convertirse en monje. Sin embargo, se sintió abandonado y quería asumir el trono por la fuerza.
Cuando Pedro fue coronado emperador en 927, el príncipe logró escapar del monasterio y capturó una fortaleza en la región de Macedonia, donde se declaró abiertamente su objetivo. Inicialmente, Miguel tuvo cierto éxito, como muchos búlgaros se unieron a la rebelión en su apoyo, pero su inesperada muerte echó a perder los planes de sus partidarios y les obligaron a huir de Bulgaria.